# Daniel Albrecht
Daniel Albrecht (Fiesch, 25 mei 1983) is een Zwitsers voormalig alpineskiër.

## Carrière
Bij het wereldkampioenschap voor junioren in 2003 in Serre Chevalier werd hij wereldkampioen in de afdaling, in de reuzenslalom en in de combinatie. Daarnaast werd hij tweede achter, de eveneens Zwitserse, Marc Berthod bij de slalom.
Tijdens de Olympische Spelen van Turijn in 2006 werd hij 4e op de combinatie.
Op 8 februari 2007 werd hij wereldkampioen in de combinatie op de wereldkampioenschappen in het Zweedse Åre.
Op 22 januari 2009 kwam Albrecht zwaar ten val tijdens een training in Kitzbühel, Oostenrijk. Hij liep hierbij ernstig hoofdletsel op en werd kunstmatig in coma gehouden. Op 12 februari werd hij uit het kunstmatige coma gehaald.

## Resultaten

### Wereldkampioenschappen
| Jaar | Plaats       | Resultaten                                  |
| ---- | ------------ | ------------------------------------------- |
| 2003 | Sankt Moritz | 30e Slalom                                  |
| 2005 | Bormio       | 7e Combinatie 30e Reuzenslalom DNF Slalom   |
| 2007 | Åre          | Supercombinatie · Reuzenslalom · DNF Slalom |

### Olympische Spelen
| Jaar | Plaats | Resultaten                                |
| ---- | ------ | ----------------------------------------- |
| 2006 | Turijn | 4e Combinatie DNF Reuzenslalom DNF Slalom |

### Wereldbeker

#### Eindklasseringen
| Seizoen   | Algm | AD  | SL  | RS  | SG  | SC    |
| --------- | ---- | --- | --- | --- | --- | ----- |
| 2004/2005 | 53e  | -   | 34e | 43e | -   | 4e    |
| 2005/2006 | 50e  | -   | 26e | 30e | -   | 36e   |
| 2006/2007 | 27e  | 30e | 22e | 20e | 31e | 18e   |
| 2007/2008 | 7e   | 43e | 18e | 5e  | 23e | Brons |
| 2008/2009 | 20e  | 22e | 55e | 7e  | 23e | 18e   |
| 2010/2011 | 140e | -   | -   | 42e | -   | -     |
| 2011/2012 | 152e | -   | -   | 52e | -   | -     |

#### Wereldbekerzeges
| Datum            | Plaats       | Onderdeel       |
| ---------------- | ------------ | --------------- |
| 29 november 2007 | Beaver Creek | Supercombinatie |
| 2 december 2007  | Beaver Creek | Reuzenslalom    |
| 26 oktober 2008  | Sölden       | Reuzenslalom    |
| 21 december 2008 | Alta Badia   | Reuzenslalom    |